# Sainte-Barbe (Québec)
Pour les articles homonymes, voir Sainte-Barbe.
Sainte-Barbe est une municipalité québécoise située dans la municipalité régionale de comté du Haut-Saint-Laurent dans le pays du Suroît en Montérégie.

## Toponymie
Ce toponyme honore Sainte Barbe et rend hommage à Marie-Barbe de Boullongne (1618-1685), épouse de Louis d'Ailleboust de Coulonge, gouverneur de Nouvelle-France.

## Histoire
La paroisse catholique de Sainte-Barbe est créée en 1882 avec des parties de territoires des paroisses de Saint-Anicet et de Saint-Stanislas-de-Kostka. La même année, la municipalité de paroisse de Sainte-Barbe est érigée. Le 4 avril 2009, Sainte-Barbe change son statut de municipalité de paroisse pour celui de municipalité.

## Géographie
La municipalité de Sainte-Barbe se situe rive est du lac Saint-François au centre-ouest du Suroît au sud-ouest du Québec à 14 km du centre-ville de Salaberry-de-Valleyfield et à environ 75 km au sud-ouest de Montréal et à une dizaine de kilomètres au nord de Huntingdon, chef-lieu du Haut-Saint-Laurent. Les sols organiques couvrent de grands espaces à Sainte-Barbe. Son territoire prend la forme d'un rectangle parallèle au fleuve Saint-Laurent. Il est borné au nord-ouest par le lac Saint-François, au sud-ouest par Saint-Anicet, au sud-est par Godmanchester et au nord-est par Saint-Stanislas-de-Kostka dans la MRC voisine de Beauharnois-Salaberry. Sur la rive opposée du lac Saint-François se trouve au nord-ouest Rivière-Beaudette et Saint-Zotique dans la MRC de Vaudreuil-Soulanges.
La superficie totale est de 67,28 km2, dont 40,23 km2 terrestres, une grande partie de la superficie d'eau correspondant au lac Saint-François. Le relief est généralement plat, étant dans les basses-terres du Saint-Laurent. Le village de Sainte-Barbe se trouve à une altitude de 50 mètres. La rive est découpée, comptant plusieurs pointes (McKillop, Leduc, Brion, Lalonde et Seigneuriale). Plusieurs îles de petites dimensions, dont les îles , émergent près de la rive. La rivière Saint-Louis de même que les ruisseaux Cousineau et Louison arrosent le territoire. La batture de Sainte-Barbe constituent une zone humide riveraine.  Un autre milieu humide couvre la partie sud du territoire. La municipalité est traversée, au nord, par la route 132 et, au sud, par la rivière Saint-Louis.

## Démographie
Les habitants de Sainte-Barbe s'appellent les Barberivains.
| 1991  | 1996  | 2001  | 2006  | 2011  | 2016  | 2021  |
| ----- | ----- | ----- | ----- | ----- | ----- | ----- |
| 1 307 | 1 277 | 1 338 | 1 453 | 1 403 | 1 324 | 1 609 |

Langue maternelle (2016)
| Langue              | Population | Pct (%) |
| ------------------- | ---------- | ------- |
| Français seulement  | 1245       | 93,96 % |
| Anglais seulement   | 65         | 4,91 %  |
| Français et anglais | 0          | 0,00 %  |
| Autres langues      | 10         | 0,75 %  |

## Administration
Le conseil municipal comprend le maire et six conseillers. Les élections municipales ont lieu tous les quatre ans en bloc et sans division territoriale. La mairesse Louise Lebrun et l'ensemble des conseillers sont réélus sans opposition à l'élection de 2013.
| Sainte-Barbe Maires depuis 2002                                                                                       |                       |         |          |
| Élection | Maire                 | Qualité | Résultat |
| 2002 | Jean-Claude Chantigny |         | Voir     |
| 2005 | Jean-Claude Chantigny | Voir    |          |
| 2009 | Louise Lebrun         |         | Voir     |
| 2013 | Louise Lebrun         | Voir    |          |
| 2017 | Louise Lebrun         | Voir    |          |
| 2021 | Louise Lebrun         | Voir    |          |
| Élection partielle en italique Depuis 2005, les élections sont simultanées dans toutes les municipalités québécoises. |                       |         |          |

|             | 2009-2013                                                                           | 2013-2017                                                                           |
| Maire       | Louise Lebrun                                                                       | Louise Lebrun                                                                       |
| Conseillers | Patrice Bougie Louise Boutin Roland Czech Daniel Maheu Nicole Poirier Denis Poitras | Patrice Bougie Louise Boutin Roland Czech Daniel Maheu Nicole Poirier Denis Poitras |

## Urbanisme
Le village de Sainte-Barbe se trouve à l'intéeiru des terres, au carrefour des deux routes régionales. L'ensemble de la rive est occupé par des habitations, formant de petits hameaux comme à Port-Lewis, Pointe-Brion et Pointe-Lalonde. La route 132, de classe nationale, suit la rive du lac Saint-François depuis Saint-Anicet à l'ouest, bifurque dans les terres vers le village de Sainte-Barbe au sud puis après un coude se redresse pour se diriger vers Saint-Stanislas-de-Kostka et Salaberry-de-Valleyfield au nord-est. Les principales voies du nord au sud sont les chemins du Bord-de-l'Eau, de la Baie, de l'Église ainsi que les rangs du Six et du Ruban. Les principaux chemins dans l'axe est-ouest comprennent la montée du Lac, le chemin de Planches et le chemin Seigneurial. La route 202 traverse le village de la route 132 vers la montée du Lac, puis bifurque vers l'est sur cette dernière pour se diriger vers Huntingdon.
La MRC du Haut-Saint-Laurent offre un service de transport collectif dans la municipalité, la reliant à Godmanchester, Huntingdon, Ormstown et Salaberry-de-Valleyfield. 

## Économie
L’agriculture forme la base de l'économie locale.
La municipalité est l'hôte du Festival International du Court-Métrage d'auteur et Narratif depuis 2017. La cérémonie a lieu en novembre et est ouverte au public.